# Sayed Moawad
Sayed Moawad est un footballeur égyptien né le 25 février 1979 à Fayoum.

## Biographie
Moawad est un défenseur qui joue au poste d'arrière gauche pour Al Ahly SC. Il commence sa carrière à Ismaily SC où il joue durant huit ans avant d'être transféré à Trabzonspor. Après cette courte expérience en Turquie, il revient en Égypte pour s'engager en faveur d'Al Ahly SC en 2007. Il devient un élément essentiel de l'équipe et remporte 3 championnats, 2 Ligue des champions de la CAF, ainsi que deux Coupe d'Afrique des nations avec l'Équipe d'Égypte.

## Palmarès
- Coupe d'Afrique des nations : Coupe d'Afrique des nations 2008, 2010
- Ligue des champions de la CAF : 2008, 2012
- Championnat d'Égypte : 2009, 2010, 2011, 2013